# Ernst Erwin Oehme
Ernst Erwin Oehme (18 septembre 1831 à Dresde, mort le 10 octobre 1907 à Blasewitz) est un peintre saxon connu pour ses peintures à l'huile et aquarelles, représentant des paysages, des monuments, des scènes de genre et des portraits.

## Biographie
Il est le fils du peintre Ernst Ferdinand Oehme (1797-1855). Il étudie à l'Académie de Dresde, voyage en Italie avant de retourner à Dresde où il est membre honoraire de l'académie. Il fait partie des peintres romantiques allemands. Parmi ses élèves figure le peintre roumain Theodor Pallady.

## Galerie

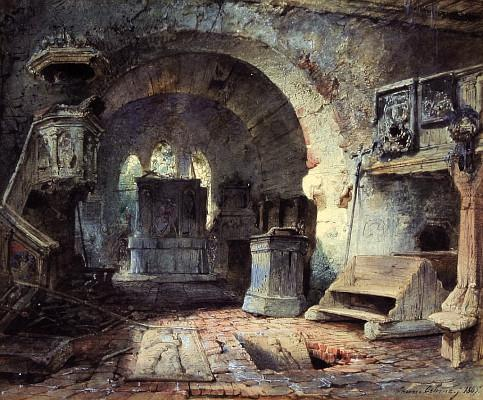
Blick in eine verfallene Kapelle (1865)
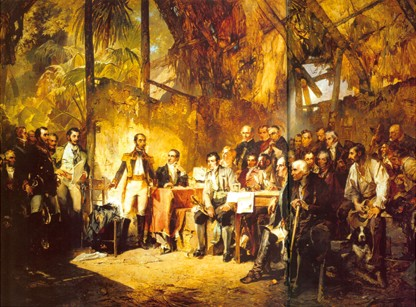
Junta de Guerra (1889)
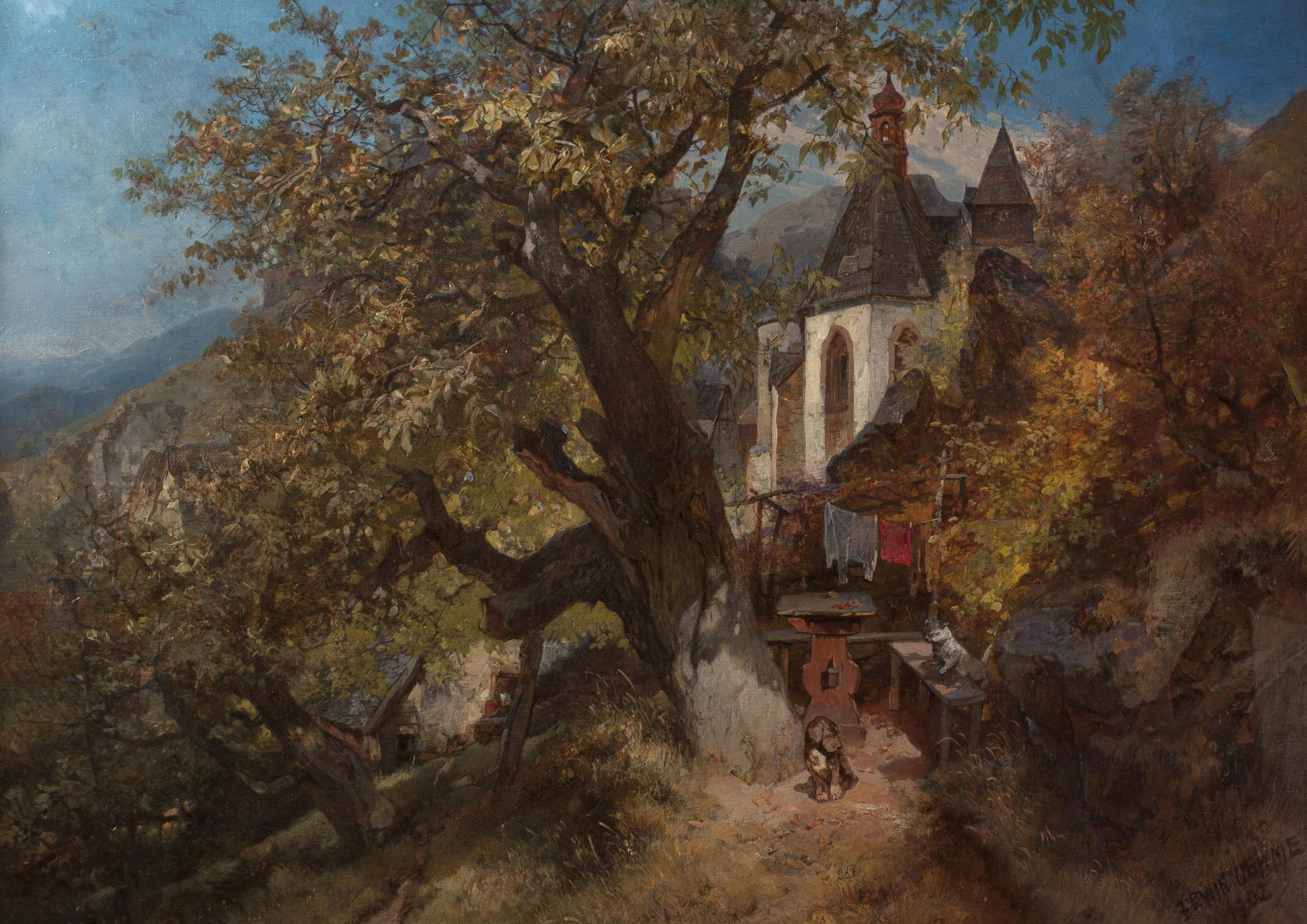
In der Bergstadt Graupen (1902)
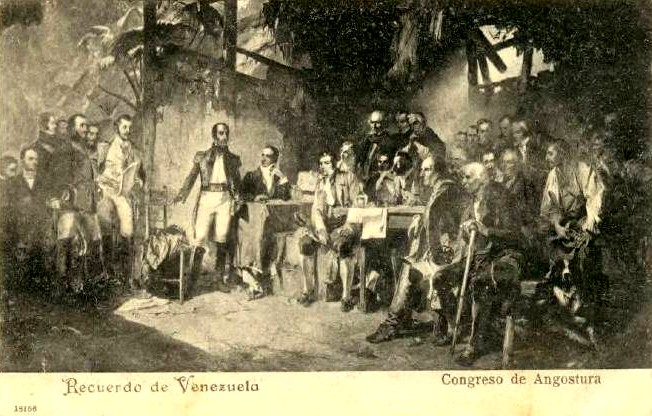
Postal Congreso de Agostura